# Ваганьково (Нижегородская область)
Ваганьково — деревня в городском округе город Бор Нижегородской области России.

## География
Деревня расположена в 28 км от центра городского округа Бора, в 52 км от областного центра Нижнего Новгорода. Ближайшие населенные пункты: Орехово, Торчилово, Пумра, Скородумки.  Рядом с деревней находится озеро Ваганьково.

### Климат
Климат характеризуется как умеренно континентальный, с коротким умеренно тёплым летом и холодной продолжительной зимой. Среднегодовая температура воздуха — 3,6 °C. Средняя температура воздуха самого холодного месяца (января) — −13 °C (абсолютный минимум — −42 °C); самого тёплого месяца (июля) — 18,5 °C (абсолютный максимум — 37 °С). Среднегодовое количество атмосферных осадков составляет 500—600 мм, из которых две трети выпадает в тёплый период.

## Население
| 2002 | 2010 |
| ---- | ---- |
| 54   | ↘49  |

## Внутреннее деление
Деревня состоит из 2-х улиц: Лесной и Новой.

## Инфраструктура
В деревне присутствуют продовольственный магазин и фельдшерский пункт.

## Транспорт
До административного центра городского округа города Бора. Ходит автобус маршрут № 129.